# Campionati del mondo di BMX - Gara femminile Junior Cruiser
La Gara Donne Junior Cruiser è stato uno degli eventi disputati durante i Campionati del mondo di BMX UCI. Per la prima volta fu corso nel 2006 ed è stato soppresso dal 2011.

## Albo d'oro
Aggiornato all'edizione 2010.
| Anno | Vincitrice      | Seconda            | Terza           |
| ---- | --------------- | ------------------ | --------------- |
| 2006 | Amanda Geving   | Sarah Walker       | Magalie Pottier |
| 2007 | Magalie Pottier | Romana Labounkova  | Joyce Seesing   |
| 2008 | Mariana Pajón   | Manon Valentino    | Eva Ailloud     |
| 2009 | Mariana Pajón   | Maartje Hereijgers | Ashley Verhagen |
| 2010 | Teagan O'Keeffe | Enora Le Roux      | Bianca Quinalha |

## Medagliere
| Pos.   | Nazione       | Oro | Argento | Bronzo | Totale |
| ------ | ------------- | --- | ------- | ------ | ------ |
| 1      | Colombia      | 2   | 0       | 0      | 2      |
| 2      | Francia       | 1   | 2       | 2      | 5      |
| 3      | Stati Uniti   | 1   | 0       | 1      | 2      |
| 4      | Sudafrica     | 1   | 0       | 0      | 1      |
| 5      | Paesi Bassi   | 0   | 1       | 1      | 2      |
| 6      | Nuova Zelanda | 0   | 1       | 0      | 1      |
| 6      | Rep. Ceca     | 0   | 1       | 0      | 1      |
| 8      | Brasile       | 0   | 0       | 1      | 1      |
| Totale | Totale        | 5   | 5       | 5      | 15     |